# 悉尼港
悉尼港，又名杰克逊港（Port Jackson），位于澳大利亚新南威尔士州悉尼。悉尼港是一个天然海港，东临南太平洋，西接巴拉馬打河（流經巴拉馬打市），并被广泛地认为是世界上最好的港湾之一，更因悉尼歌剧院及悉尼港湾大桥皆坐落于此而闻名于世。

## 历史
在欧洲发现及殖民澳洲之时，悉尼港周遭的土地是包括Gadigal，Cammeraygal，Eora和Wangal在内的一些土著部落的居住地。
1770年，詹姆斯·库克船長发现了悉尼港，并取好友爵士乔治·杰克逊的姓氏，将其命名为「杰克逊港」。在航海日志中，詹姆斯这样写道：“午时…在陆地二三英里外的湾内我们找到了一处看似安全的停泊点，我称之为杰克逊港。”这是欧洲人有据可查的首次发现。
1942年，第二次世界大战期间，为保护悉尼港不受潜艇的攻击，从Green（Laings）Point延至George Head，Mosman建立起横跨港湾的“悉尼港反潜网”（Sydney Harbour Anti-Submarine Boom Net）。1942年5月31日夜间，三艘日本潜艇尝试入侵悉尼港，但其中一艘于反潜网的西面受困，船员自爆身亡。

## 地理
从地理角度而言，悉尼港是一个谷湾，面积55平方公里，长19公里。河口的周长为317公里，满潮时河口的容量为5亿6千2百万立方米。

### 岛屿
在悉尼港港内有许多岛屿，包括鲨鱼岛（Shark Island）、克拉克岛（Clark Island）、Fort Denison、山羊岛（Goat Island）、鹦鹉岛（Cockatoo Island）、Spectacle Island、斯纳珀岛（Snapper Island）和Rodd Island。
同时，有一些岛屿因填海工程，现在逐渐成为了陆地的一部分。这包括Bennelong Island、花园岛（Garden Island）和Berry Island。